# Ава и её демон
«Ава и её демон» (англ. Ava's Demon) — научно-фантастический веб-комикс, созданный американской художницей Мишель Чайковски Фус. Комикс выпускается в интернете с 2012 года на отдельном сайте avasdemon.com. Материальное издание «Авы и её демона» было осуществлено в 2013 году при поддержке платформы Kickstarter, в 2020 году на той же платформе новый сбор средств стал самым масштабным среди веб-комиксов за всю историю её существования. В 2022 году ещё один сбор с суммой 648 198 долларов установил новый рекорд краудфандинга.

## Сюжет

Главные персонажи: Ава Айрэ, и её демон – Врасия Беллармина. Официальный постер комикса

Действие комикса происходит в будущем, в 3031 году нашей эры, во вселенной межпланетных путешествий и передовых научных технологий. Главным героем комикса является пятнадцатилетняя девушка по имени Ава Айрэ, в которую вселилась демоническая сущность, Врасия Беллармина. Этот демон, мучающий Аву с самого рождения, способен ненадолго перехватывать контроль над её телом, заставляя её совершать безумные и жестокие поступки, а также пытаясь склонить Аву к суициду. Вскоре после начала комикса планету, на которой Ава жила и училась, атакует и уничтожает враждебная армия сборщиков ресурсов, а Ава успевает сбежать на корабле мужчины по имени Один Эрроу вместе с другой девушкой, Мэгги Лациви, которую Один принёс на корабль в бессознательном состоянии. Позднее из-за Мэгги корабль терпит крушение на другой планете, и Аву в ходе крушения пронзает насквозь. Когда Ава находится на пороге смерти, Врасия рассказывает той, что она – призрак инопланетной королевы, и предлагает девушке ради спасения своей жизни заключить пакт. Этот пакт заключается в том, что Ава и её демон получают ещё более тесную связь друг с другом, в результате чего к девушке перейдёт часть сверхъестественных сил Врасии. Целью Врасии является месть Титану – богоподобной фигуре, разрушившей в своё время империю, где она была правителем. Уничтожение Титана является ключевым элементом пакта – в случае успеха Ава и Врасия получат два раздельных тела и смогут существовать самостоятельно, в случае неудачи же их тела будут переплетены в ужасающего вида гибрид. Ава принимает решение заключить пакт с условием, что её жизнь должна будет отличаться от той ужасной и мучительной жизни, которая у неё была из-за выходок демона.

## Создание и разработка

### История
По признанию самой Мишель Фус, ей ещё с детства хотелось быть создателем комиксов, однако для того, чтобы зарабатывать на жизнь, она освоила 3D-анимацию и работала в студиях Pixar и DreamWorks. Во время стажировки в Pixar её обучали, как создавать успешные истории. Рисовала свой собственный комикс Мишель в свободное время от работы в DreamWorks, изначально считая, что он не сможет завоевать большую популярность. Идею комикса «Авы и её демона», по словам автора, можно охарактеризовать как «коллаж из тех вещей, которыми я была увлечена и которые мне действительно нравятся, как, например, «Пятый элемент», «Чужой» и фильмы Стэнли Кубрика».

### Формат выпусков
Комикс выходит в веб-формате на сайте, на страницах которого представлена рисованная или анимированная панель, переход на следующую страницу или возврат на предыдущую осуществляется специальными кнопками, что, по словам критиков, придаёт комиксу «ритмичность повествования». Некоторые ключевые сцены имеют сложную анимацию, воспроизводимую в формате видеозаписей с музыкальным сопровождением на сервисах Vimeo и YouTube. По информации с сайта комикса, панели рисуют сама Мишель Фус и ещё 5 «официальных колористов».

### Коммерциализация
В 2013 году Мишель запустила краудфандинговый проект на платформе Kickstarter, чтобы издать первый том комикса в бумажном формате. Кроме полноцветной книги, автор предлагал загрузить анимированную версию комикса. К июню 2013 года веб-комикс успешно собрал 217 036 долларов США. В 2015 году была запущена ещё одна кампания на Kickstarter для издания второго тома комикса, и для переиздания первого тома. В качестве бонуса за собранные средства, анимационная студия Studio Yotta, известная роликами для музыкального интернет-коллектива Starbomb, в случае успеха готова была создать анимированное видео для второй главы. Финансирование этого проекта также закончилось успешно.
В 2020 году был запущен новый проект на Kickstarter, который подразумевал новое переиздание комикса издательством Skybound Entertainment, а также издание первого тома в твёрдом переплёте. Собрав 530 310 долларов, «Ава и её демон» стал самым финансируемым веб-комиксом на Kickstarter, позднее в 2021 году его обошёл веб-комикс «Check, Please!». В 2022 году ещё один проект по выпуску первой и второй глав снова побил рекорд, собрав 648 198 долларов.

## Отзывы критиков
В рецензии 2013 года Лорен Дэвис из io9 заявила, что комикс «обещает стать забавной и грандиозной эпопеей», отметив, что профессионализм автора в анимационной сфере хорошо дополняется с чувством юмора автора, и что ей понравились сюрреалистические аспекты повествования. Дэвис назвала комикс «грандиозным», но уточнила, что «Ава и её демон» – это «нечто большее, чем просто красивое личико». Paste Magazine назвал «Аву и её демона» одним из лучших веб-комиксов 2014 года за удачное сочетание «красивых рисунков и интригующей истории», а в 2015 году Джульет Кан из Comics Alliance назвала его «одним из самых светящихся любовью комиксов, из созданных к настоящему времени». Крис Страуб, создатель ряда веб-комиксов, похвалил «Аву и её демона» за анимацию и художественный вид.